# 忠快
忠快（ちゅうかい、応保2年（1162年）- 嘉禄3年3月16日（1227年4月3日））は、平安時代末期から鎌倉時代初期にかけての天台宗の僧。法印、権大僧都。小川僧正、中納言律師と号した。「仲快」とも書かれる。

## 概要
平清盛の弟・門脇中納言教盛を父として生まれる。覚快法親王の弟子となり、安元2年（1176年）に受戒。慈円や玄理に師事し、青蓮院に住する。平氏政権下において権少僧都まで進むが、寿永2年（1183年）に平家一門とともに都落ちし、2年後の元暦2年（1185年）の壇ノ浦の戦いにおいて捕虜となり、同年伊豆国へと配流される。
伊豆では狩野宗茂の監視下で過ごすが、この間源頼朝や御家人からの帰依を受け、やがて文治5年（1189年）には帰洛。父教盛の所有地であった三条小川高畠の地を返付され、同所に宝菩提院を営む。建久6年（1195年）には頼朝に随って再度関東に下向。建仁3年（1203年）には慈円の譲りにより権少僧都に還任。さらに権大僧都に進んだ。
鎌倉幕府第3代将軍源実朝の信頼も厚く、その招きにより数度に渡って関東を訪問している。一方、京においては後高倉院の帰依を受けるなど、朝廷・幕府の双方からの尊崇を集める高僧であった。承久年間には比叡山の横川の長吏にも就任している。その教学は後世「小川流」と呼ばれ、台密十三流の一派を形成した。